# Rio de la Canonica

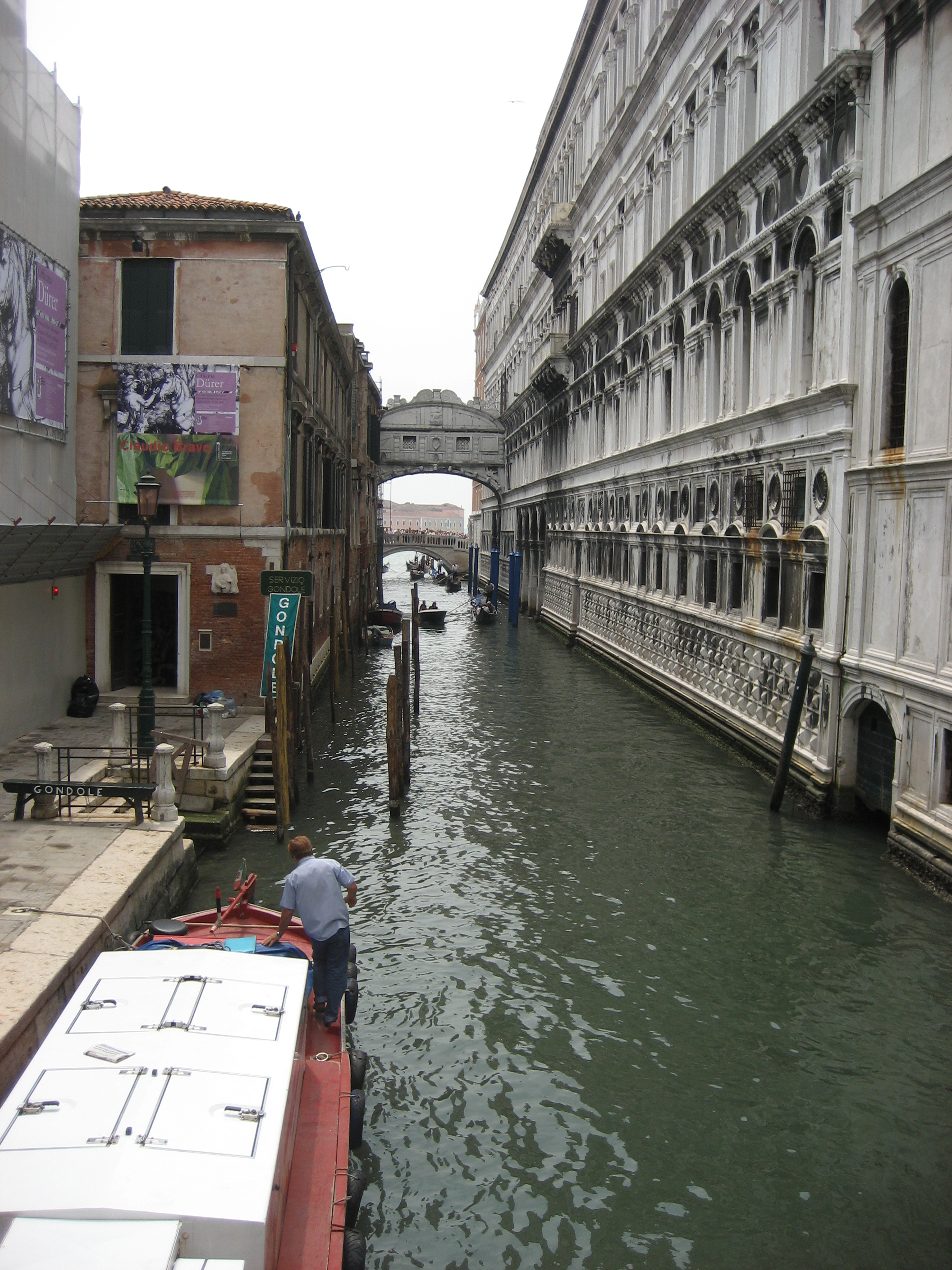
Rio de la Canonica cu Puntea Suspinelor și mai departe Ponte della Paglia.

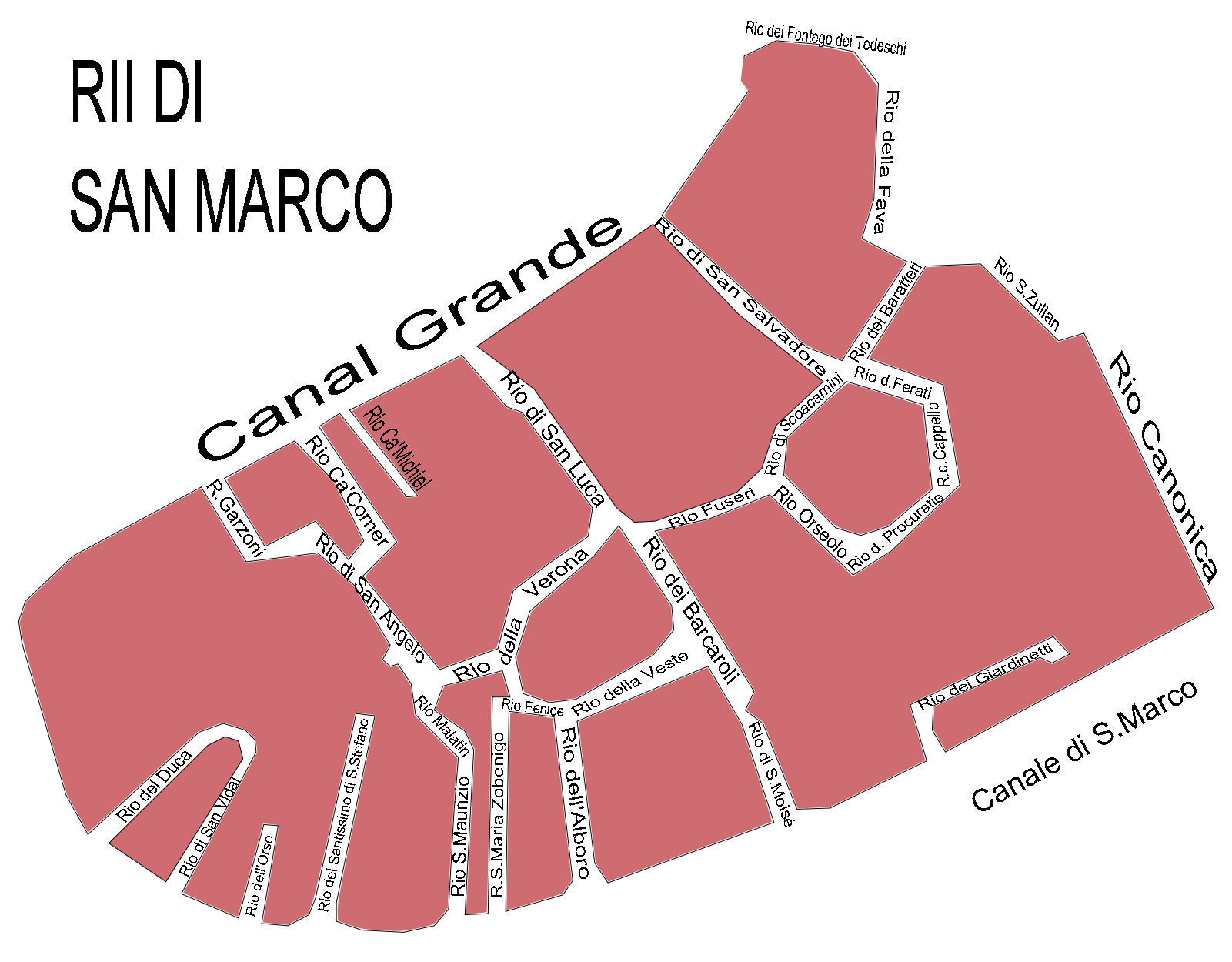
Harta canalelor din San Marco.

Rio de la Canonica (Canalul canonicului) sau Rio di (sau del )  Palazzo (al Palatului Dogilor) este un canal din Veneția care formează granița dintre sestierele Castello și San Marco. 

## Descriere
Rio de la Canonica are o lungime de aproximativ 280 de metri. El prelungește rio del Mondo Novo către sud pentru a se vărsa în Bazinul San Marco. De asemenea, se întâlnește cu rio de San Zulian pe porțiunea sa nordică, după Ponte del Rèmedio.

## Origine
- Numele vine de la casele în care canonicii de la San Marco locuiau împreună cu restul clerului care slujea în bazilică. Denumiți inițial capelani, instituția lor a fost fondată în 829 de dogele Giovanni I Participazio. În 1393, dogele Antonio Veniero a redus numărul acestor canonici la 26 pentru a ajunge în ultimul secol al Republicii la 12. Astfel, în 1604, existau 24 de rezidenți, după cum urmează: 12 canonici rezidenți, 2 sacristani, 5 sub-canonici, 2 sub-sacristani, 1 capelan principal și 2 paznici ai bisericii. Aceste case aveau aspectul unei mănăstiri având în mijloc o curte cu puțuri, înconjurată de galerii la etaj și de un culoar superior. Intrarea era prin Piazzetta San Basso. În 1597, magistrații au decis să reconstruiască Curia, dar lucrările vor începe abia în 1618 și se vor finaliza în 1635. 
 Aceste locuințe le-au fost acordate de către dogele Ziani. În 1210, ele au fost refăcute de Angelo Falier, magistratul din San Marco și acoperite cu piatră în 1346.

- Canalul este traversat de ponte della Paglia, locul unde erau ancorate în perioada medievală bărcile pline cu paie și cărora li se interzicea accesul în oraș prin anumite legi și ordonanțe ale Republicii. Acesta este motivul pentru care el este numit uneori rio della Paglia (canalul paielor).

## Curiozități
- Acest canal curge la est de Palatul Dogilor și de Palatul Patriarhal; pe malul său se află și palatul Trevisan Cappello, accessibil prin ponte dei Cappelli;
- Rio de la Canonica este un foarte important punct de plecare și de trecere pentru gondolele din Veneția.

## Poduri
Canalul este traversat de mai multe poduri pitorești:

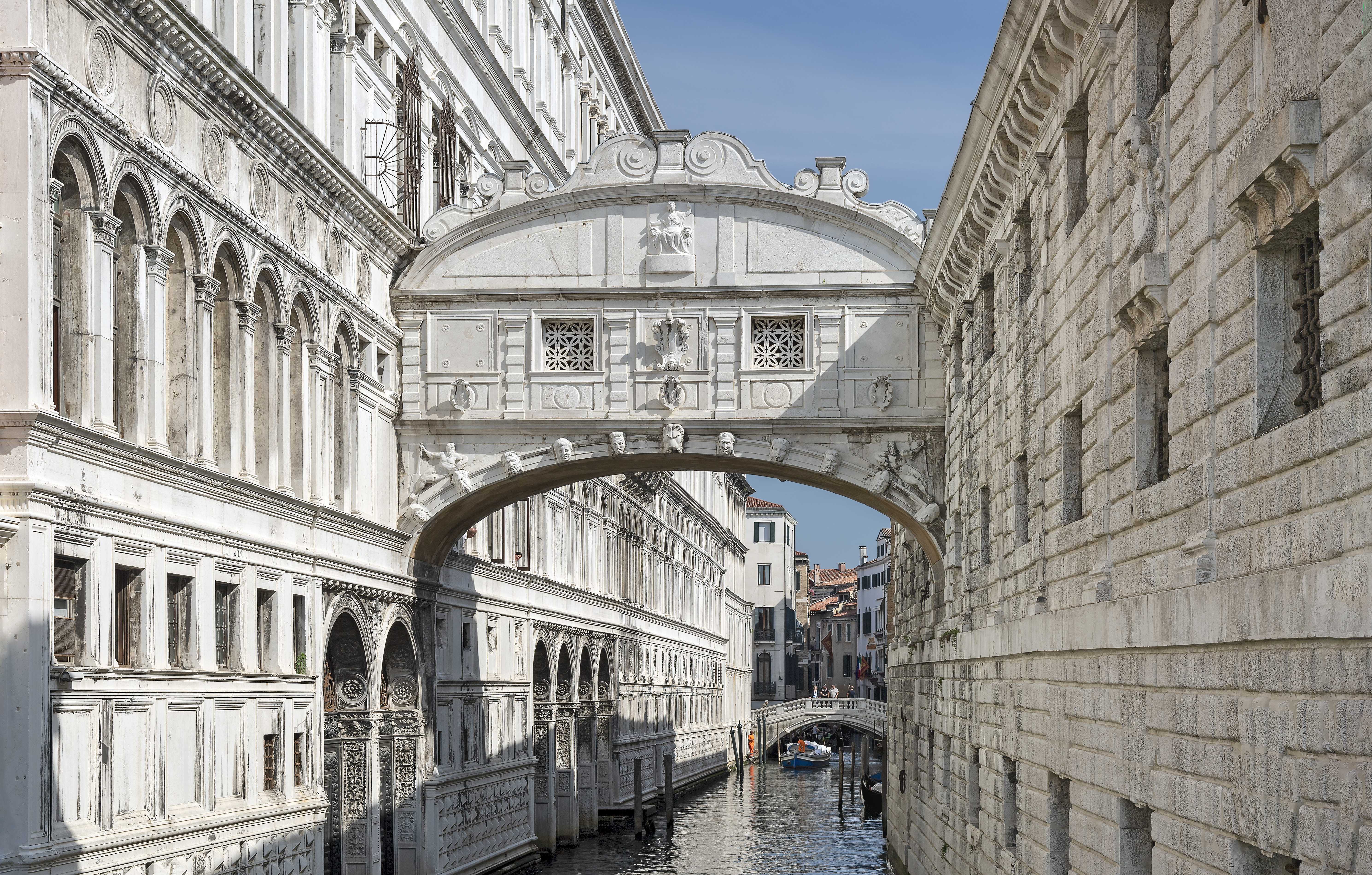
Puntea Suspinelor
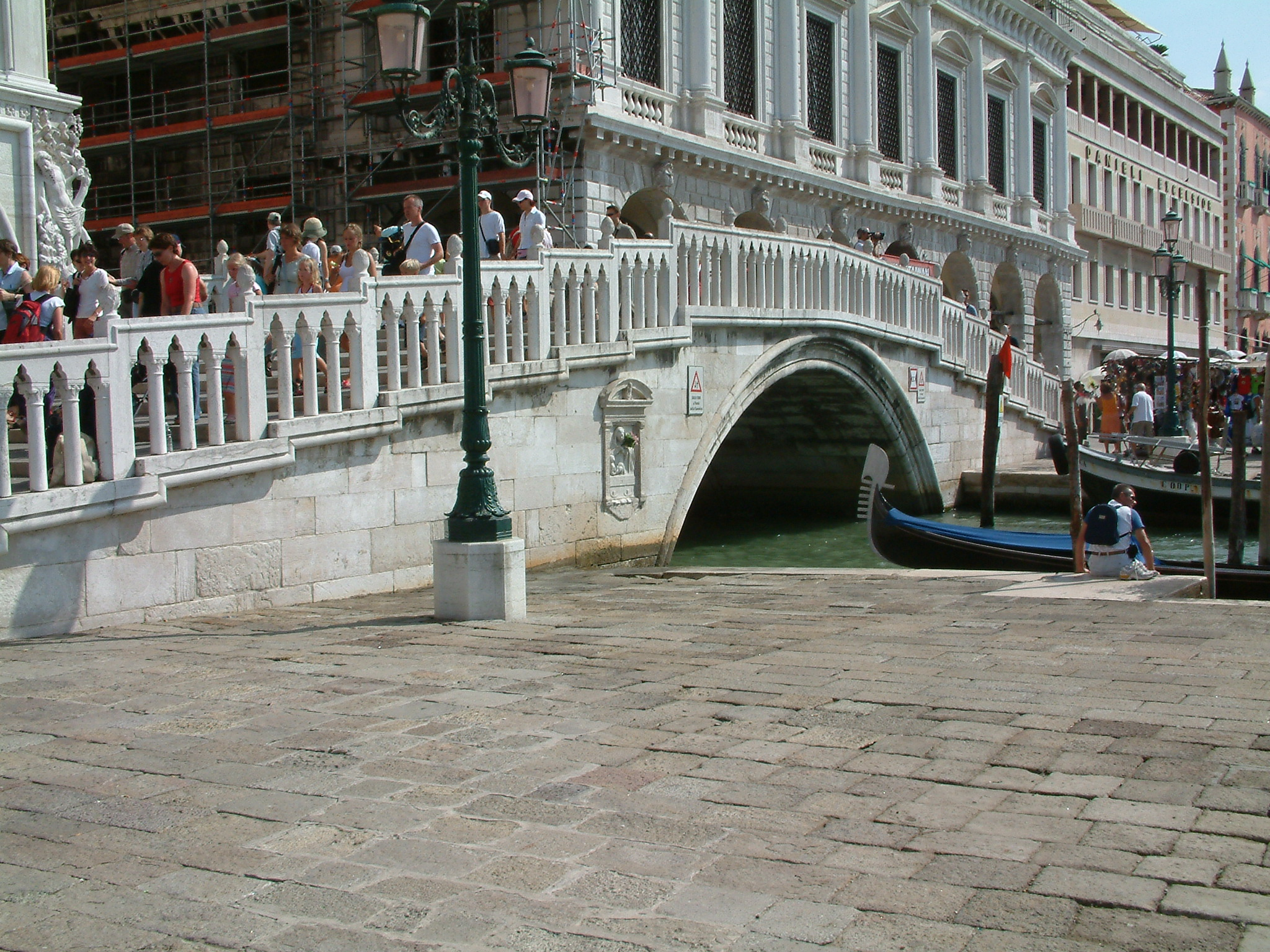
Ponte della Paglia pe Riva degli Schiavoni
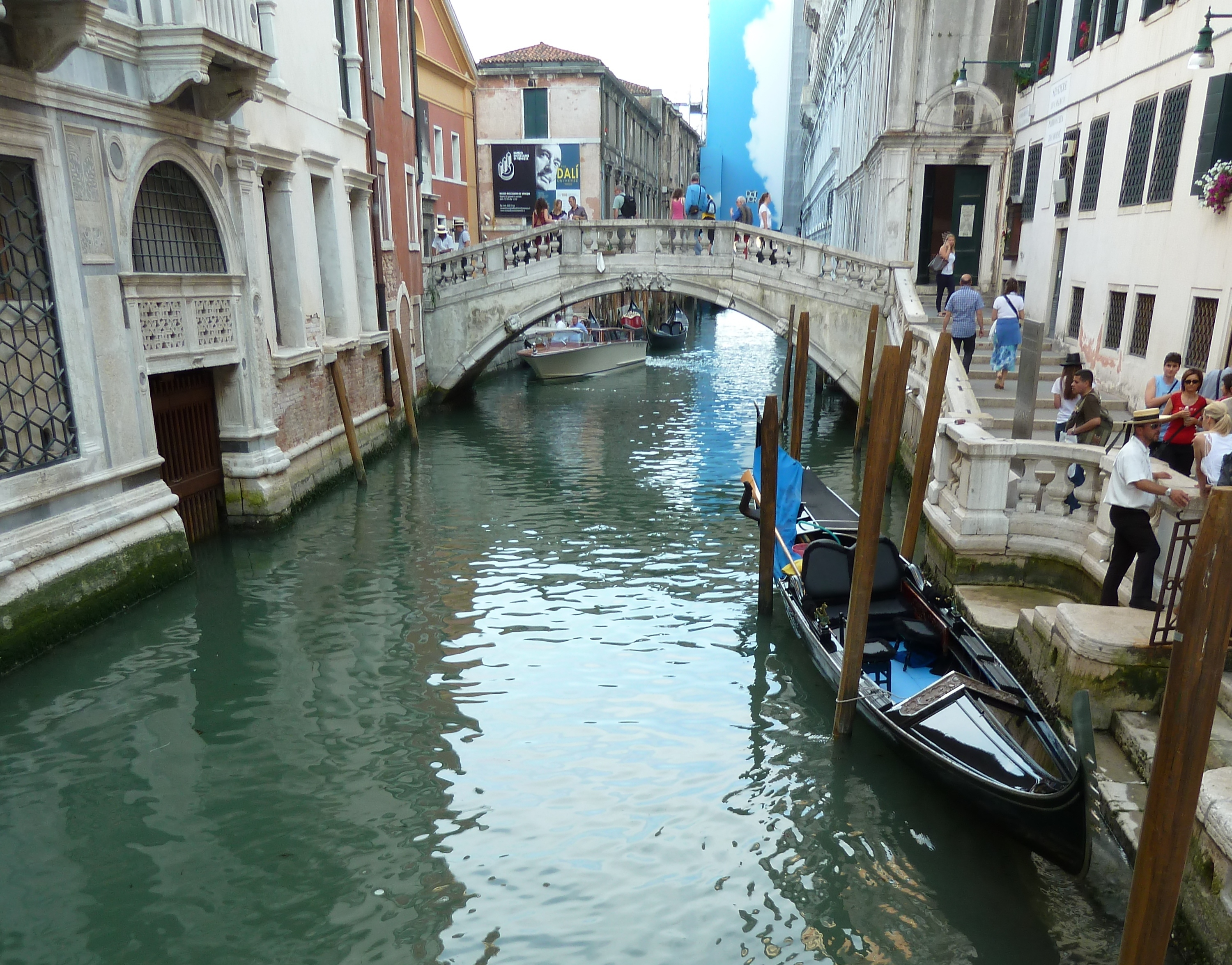
Ponte di Canonica[1] care conectează Ruga Giuffa Sant'Apollonia la sestiere San Marco
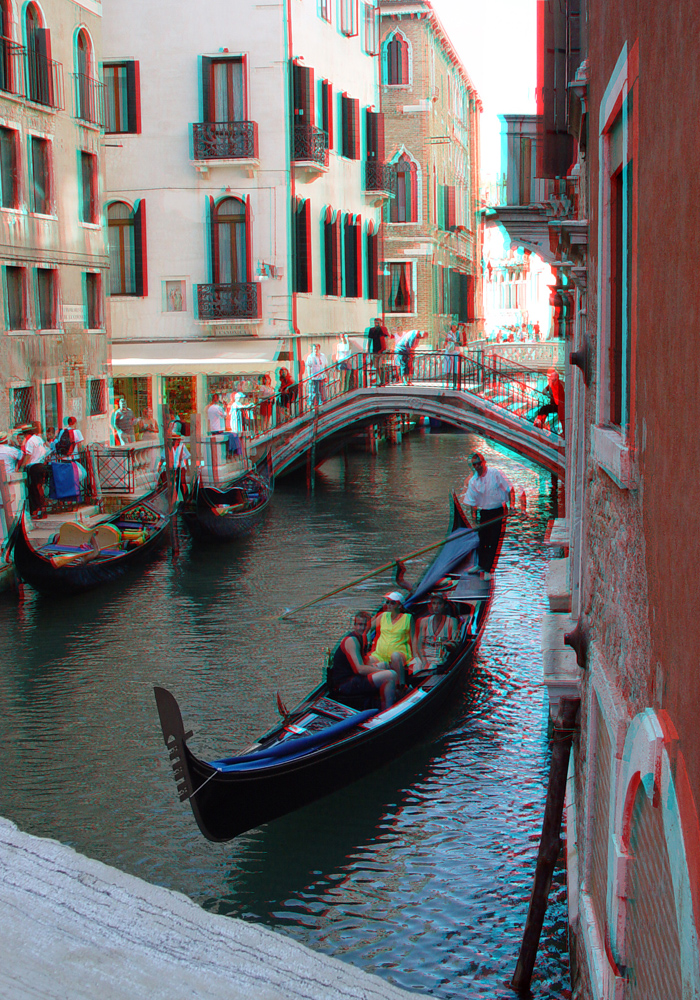
Ponte dei Cappelli, acces la palatul Trevisan Cappello
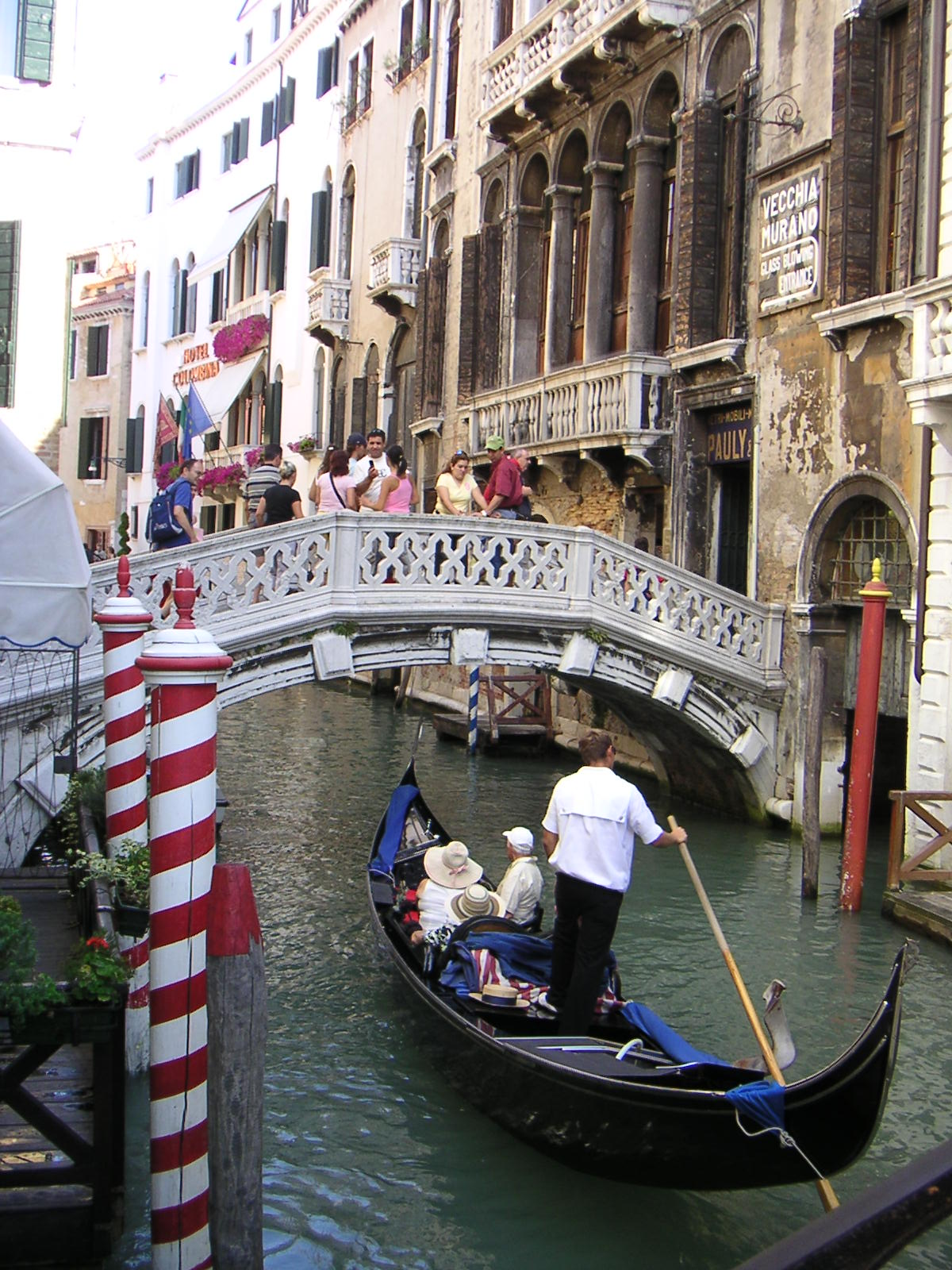
Ponte dei Consorzi[2] numit până la sfârșitul secolului al XVIII-lea ponte Morosini
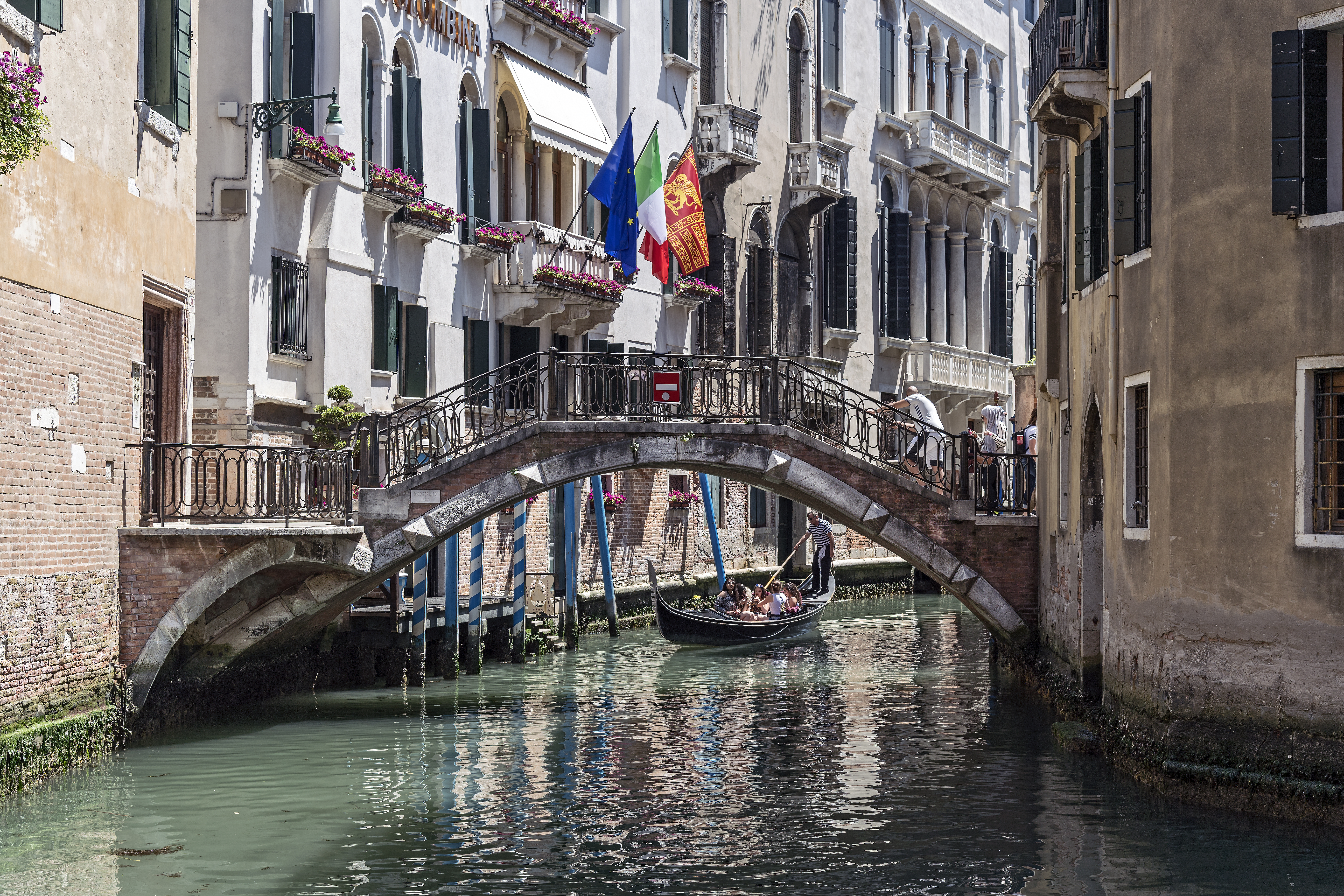
Ponte del Rèmedio[3] care conectează calle omonim şi Ramo de l'Anzolo